# Vistaprint
Vistaprint è un'azienda online che fornisce materiali promozionali, prodotti legati alla stampa e servizi di marketing, sia per le piccole e medie imprese (a cui spesso ci si riferisce col termine PMI) che per i consumatori privati. Nella 26ª classifica annuale GAM 101, Vistaprint si trova al 40º posto tra le società di stampa negli Stati Uniti per fatturato e al quarto posto per velocità di crescita. Inoltre, è anche la sesta società per azioni per capitalizzazione.
Il fatturato totale di Vistaprint è cresciuto da 6,1 milioni di dollari nell'anno fiscale terminato il 30 giugno 2001 a 400,7 milioni di dollari nell'anno fiscale terminato il 30 giugno 2008. Secondo un'indagine condotta da www.compete.com, il dominio Vistaprint.com ha ricevuto 7.556.490 visite nel Giugno 2008.

## Il Business
Situata a Hamilton, Vistaprint impiega globalmente oltre 1.600 dipendenti nei propri uffici e nelle proprie strutture produttive. Negli Stati Uniti, gli uffici di Vistaprint si trovano a Lexington, mentre gli uffici europei sono situati a Barcellona. I suoi due stabilimenti per la stampa, che occupano una superficie di 19.000 m2, sono ubicati a Windsor, Ontario e Venlo. Vistaprint utilizza una tecnologia brevettata per aggregare e stampare un grande numero di ordini personalizzati nei suoi stabilimenti produttivi automatizzati negli Stati Uniti e in Europa, tecnologia che permette a Vistaprint di produrre una media di 44.000 ordini al giorno.
Gli ordini per i clienti residenti negli Stati Uniti sono stampati nell'impianto di Windsor, Ontario, mentre gli ordini destinati all'Europa e all'Asia sono prodotti a Venlo, nei Paesi Bassi.
Il Servizio per l'assistenza clienti, Vistaprint Jamaica Limited, è situato a Montego Bay, Giamaica, e vi lavora del personale della società sin dall'apertura avvenuta nel Novembre 2003.

## La Storia
Vistaprint è stata fondata a Parigi, dall'attuale presidente e amministratore delegato Robert Keane nel 1995, subito dopo la laurea all'INSEAD Business School. L'idea di Keane era quella di colmare il gap nel mercato della stampa relativo alle piccole e piccolissime società; per questo motivo, sviluppò il business plan di Vistaprint mentre frequentava ancora l'università. La sua intuizione nasceva dalla constatazione che, dal momento che le tipografie tradizionali accettavano solo commesse da migliaia di pezzi, le piccole società non potevano permettersi tali quantità e quindi ne rimanevano escluse. Keane vide quindi un grosso potenziale di crescita nella stampa di piccoli ordini raggruppati in grandi quantitativi.
Tredici anni dopo lo stesso gap è stato riconosciuto anche da altre società, come Staples e OfficeMax.
Utilizzando una tecnologia avanzata per raggruppare ordini simili in gruppi molto grandi, Vistaprint è in grado di produrre un elevato numero di ordini in tempi brevi. Questo consente ai clienti di poter ordinare anche piccole quantità di prodotto, ad esempio dieci pezzi, anziché mille. Il sito Internet di Vistaprint permette di visualizzare e modificare il design del prodotto all'interno dello studio grafico; In questo modo, chiunque è in grado di progettare il proprio prodotto e ordinarlo attraverso il sito. Questi processi e metodi di produzione sono disponibili per tutta la gamma di prodotti presenti sul sito.

## Il processo di Vistaprint
Vistaprint applica i principi della produzione di massa alla stampa: utilizza macchinari e processi propri della stampa industriale per la stampa commerciale in piccole quantità, permettendo così di ottenere costi per unità vicini a quelli della stampa industriale. Utilizzando delle tecnologie brevettate, Vistaprint è stata in grado di spostare la tradizionale curva costi-volumi, in modo tale che i piccoli ordini siano relativamente economici. Molti aspetti di questo processo sono brevettati.
Vistaprint usa un sistema self-service che permette di creare, controllare e ordinare i prodotti direttamente dal sito web e di gestire la stampa, il taglio, l'imballaggio e la spedizione attraverso i propri impianti produttivi. Gli aspetti chiave del processo riguardano l'integrazione dei sistemi, l'aggregazione degli ordini, la standardizzazione e l'automazione.
Il processo produttivo brevettato di Vistaprint coinvolge molteplici componenti software e diverse componenti produttive, il tutto inserito all'interno di un flusso produttivo continuo che inizia con un semplice click e termina con la spedizione dell'ordine. Vistaprint è integrata verticalmente con due grandi impianti produttivi, uno per il Nord America a Windsor, Ontario, e uno per l'Europa a Venlo, Paesi Bassi. Questo permette alla società di avere il completo controllo dell'intero processo e le consente di investire nelle più efficienti presse di stampaggio del mercato (come la MAN Roland 700) utilizzando la tecnologia come parte integrante della linea di assemblaggio.
Vistaprint crea migliaia di ordini destinati a clienti situati in tutto il mondo attraverso il suo sito web. Dato l'elevato volume di ordini, si crea una considerevole omogeneità tra essi. Gli ordini possono essere lavorati insieme utilizzando una complessa formula basata su fattori quali il tipo di lavorazione, la carta da impiegare, quantità, la data di consegna, e molti altri.
Vistaprint minimizza le opzioni di scelta dell'utente, tipiche della stampa commerciale a basso volume. Vengono prodotti tipologie standard di materiali stampati, come i biglietti da visita oppure le cartoline e, all'interno di ogni categoria, vengono proposte misure, tipi di carta e colori di inchiostro specifici. Di conseguenza, un grande numero di ordini simili possono essere lavorati insieme e, allo stesso tempo, i ritmi di lavoro sono più veloci considerato il bisogno ridotto di cambiare la carta o l'inchiostro tra due lavorazioni.
Vistaprint utilizza tecniche proprie del Computer Integrated Manufacturing (CIM – Produzione Integrata di Fabbrica) per minimizzare l'intervento umano e i costi del lavoro. Utilizzando un ambiente di creazione e progettazione online, i clienti sono loro stessi i designer e i revisori dei propri prodotti. Gli ordini passano poi alla fase di lavorazione senza subire altri interventi. Grazie all'impiego di macchinari all'avanguardia (per la stampa, il taglio, l'imballaggio e la spedizione), l'intero processo produttivo può essere controllato tramite computer/software. La stampa viene eseguita in un singolo passaggio da presse automatizzate in grado di produrre formati di grandi dimensioni con qualità professionale. Una volta stampati, i materiali sono tagliati nelle dimensioni corrette utilizzando una tagliatrice computerizzata, assemblati e imballati seguendo processi guidati da software brevettati e infine spediti al cliente.
Grazie all'elevata personalizzazione che viene realizzata in soli 60 secondi di lavoro per ordine contro un'ora o più delle società tradizionali, Vistaprint è in grado di stampare gli ordini più velocemente e a costi inferiori rispetto alla media di mercato. La strategia è quella di servire il mercato dei piccoli quantitativi, tradizionalmente esclusi dai grandi centri di stampa convenzionali.
Dati i suoi bassi costi di produzione e di lavorazione, Vistaprint riesce a proporre bassi costi unitari che le permettono di servire in maniera conveniente i piccoli consumatori. Il processo permette di ottenere anche costi marginali molto bassi sia per unità incrementali (500 biglietti da visita invece che 250) sia per ordini incrementali (un altro ordine di biglietti da visita o un set di etichette per indirizzo). Questa è l'idea alla base dell'offerta di biglietti da visita gratuiti di Vistaprint (una campagna di viral marketing in corso da molto tempo), in quanto i costi unitari di ogni ordine di biglietti da visita gratuiti sono molto bassi. Inoltre, in questo modo il processo diventa più redditizio quando un cliente aumenta le quantità oppure aggiunge un altro prodotto all'acquisto. Nel processo produttivo di Vistaprint, quindi, gli alti volumi di clienti abbassano i costi unitari e questo permette alla società di ridurre ulteriormente i prezzi.

## Le Business Units
Nel Maggio 2008 la società ha modificato la propria struttura organizzativa, dividendola in due unità di business in base al criterio geografico: una situata negli Stati Uniti e l'altra in Europa. L'unità nord americana sarà gestita da Wendy Cebula, Presidente di Vistaprint North America, che in precedenza occupava il ruolo di responsabile operativo; Janet Holian è stata promossa dalla posizione di Responsabile Marketing al ruolo di Presidente di Vistaprint Europa e quindi sarà a capo del team europeo negli uffici di Barcellona, Spagna.